# Postplatz (Kiew)
Koordinaten: 50° 27′ 33,5″ N, 30° 31′ 30″ O
Der Postplatz (ukrainisch Поштова площа Poschtowa ploschtscha) ist ein Platz in der ukrainischen Hauptstadt Kiew.
Der Platz liegt nahe dem rechten Dneprufer im historischen Kiewer Stadtteil Podil und erhielt seinen Namen nach einer Postkutschenstation mit Postamt und Gasthof, die hier von 1846 bis 1919 stand.

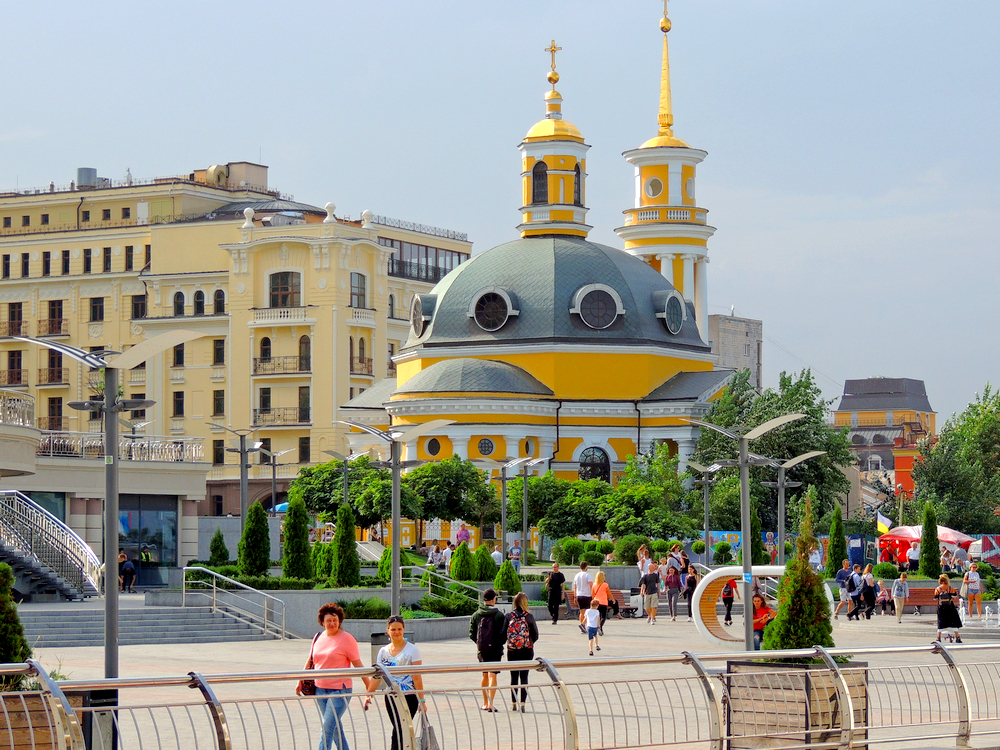
Der Platz mit der Christi-Geburt-Kirche

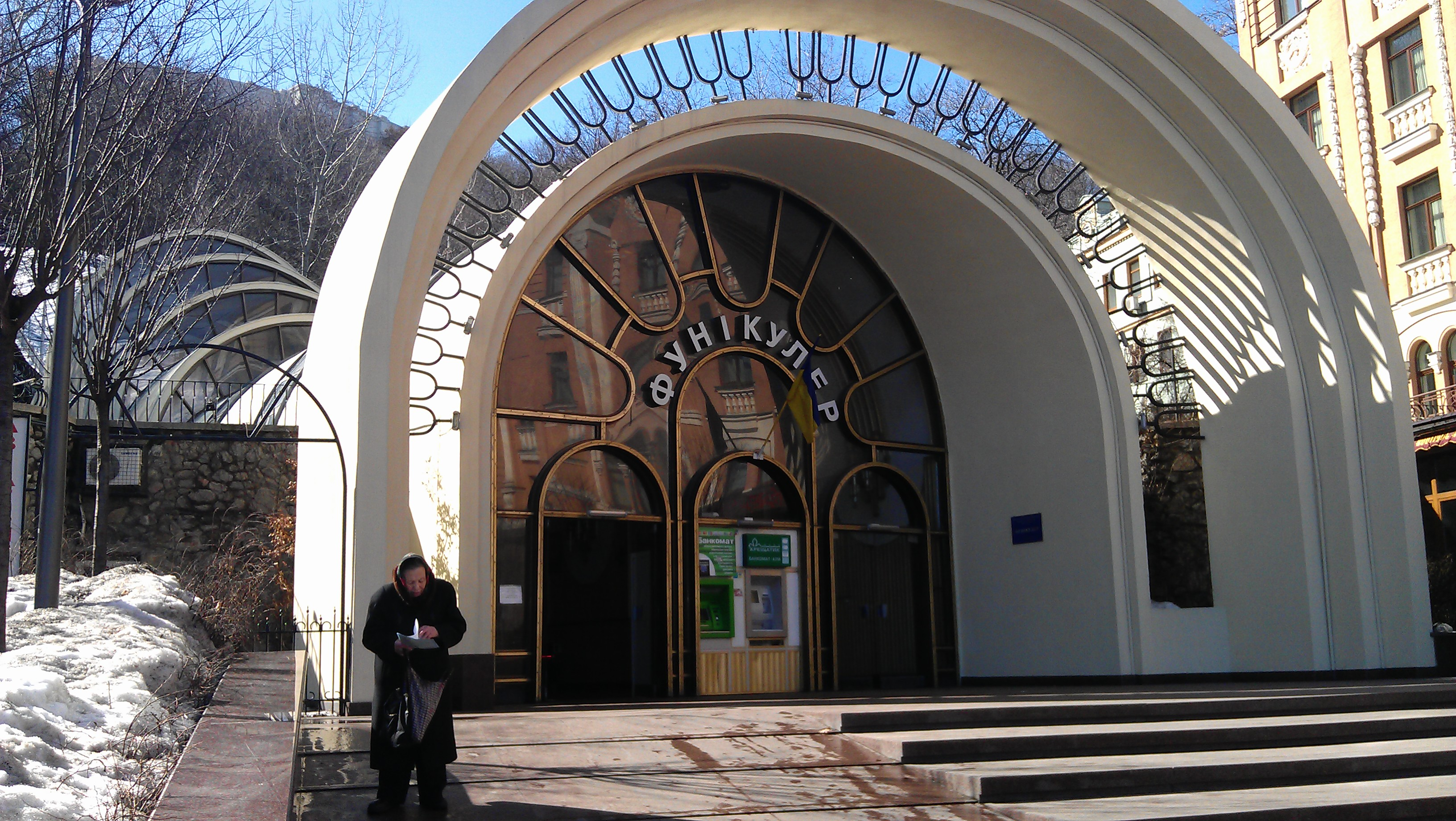
Talstation der Standseilbahn am Platz

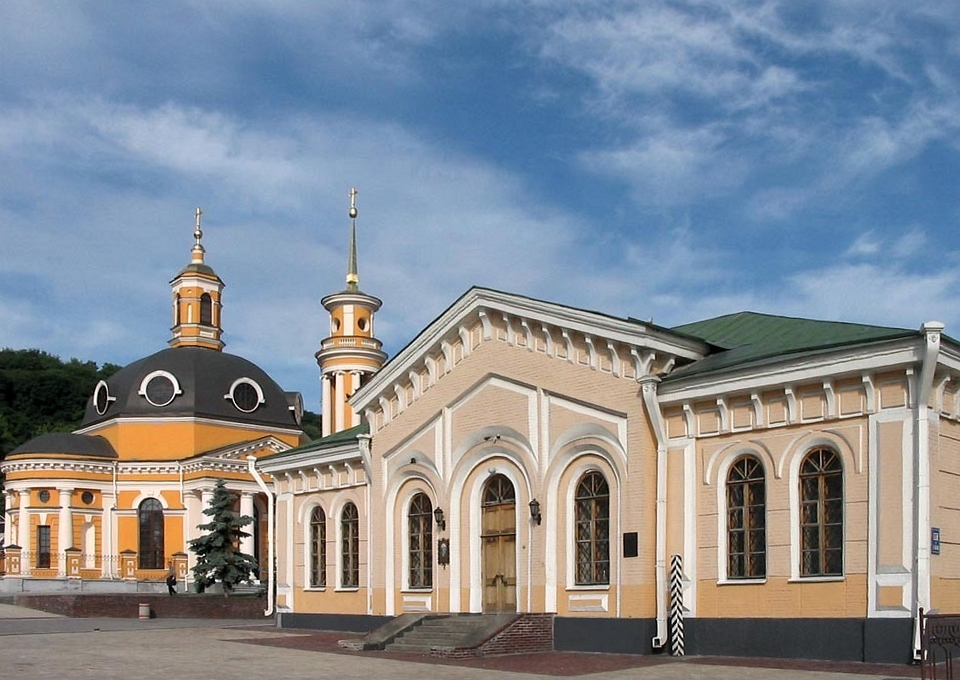
Historisches Gebäude des Postmuseums

## Geschichte
Der Postplatz ist einer der ältesten Plätze Kiews. Archäologische Untersuchungen ergaben, das an diesem Platz bereits im vierten Jahrhundert eine Siedlung bestand. Zur Zeit der Kiewer Rus war er wahrscheinlich einer der acht Märkte, die in der Nestorchronik erwähnt werden.

## Bebauung
Das herausragende Gebäude am Platz ist die Christi-Geburt-Kirche. Auf dem Platz steht seit 1992 ein Denkmal für die erste Kiewer Straßenbahn, die von 1892 bis zur Einstellung dieser Linie 1975 den Postplatz mit dem Europäischen Platz verband. Heute besitzt der Platz eine Metro-Station, die von der Linie U-2 angefahren wird und die Talstation der Standseilbahn Kiew.
Außerdem befindet sich am Platz das Gebäude des Kiewer Flusshafens (Київський річковий порт) für Personenschifffahrtsausflüge auf dem Dnepr und die 1993 renovierte historische Poststation, das einzig erhaltene altklassizistische Bauwerk des Platzes, in der heute ein Postmuseum untergebracht ist.